# 西迪薩菲
35°17′N 1°18′W / 35.283°N 1.300°W

西迪薩菲（阿拉伯语：‎），是阿爾及利亞的城鎮，位於該國西北部艾因泰穆尚特省，由貝尼薩夫區負責管轄，面積66平方公里，2010年人口7,782，人口密度每平方公里119人。